# Jevik
Jevik (en serbe cyrillique : Јевик) est un village de Serbie situé dans la municipalité de Sjenica, district de Zlatibor. Au recensement de 2011, il comptait 33 habitants.

## Démographie
| 1948 | 1953 | 1961 | 1971 | 1981 | 1991 | 2002 | 2011 |
| ---- | ---- | ---- | ---- | ---- | ---- | ---- | ---- |
| 91   | 98   | 92   | 74   | 73   | 65   | 60   | 33   |

|  |